# Léninski Put
Léninski Put - Ленинский Путь (rus) - és un khútor del krai de Krasnodar, a Rússia. Es troba a la conca del riu Maskaga, entre la mar Negra i els contraforts de ponent del Caucas Occidental, a 19 km al nord-oest de Novorossiïsk i a 108 km al sud-oest de Krasnodar, la capital.
Pertany al municipi de Natukhàievskaia.